# アイコトバはア・ブラ・カダ・ブラ
「アイコトバはア・ブラ・カダ・ブラ」はHOME MADE 家族 vs 米米CLUB、米米CLUB vs HOME MADE 家族のコラボレーション楽曲。

## 解説
音楽専門チャンネル「MTV」で放送されている「TOYOTA MASH UP PROJECT」の第二弾企画。
ちなみに第一弾の企画はHOTEI vs RIP SLYMEの「BATTLE FUNKASTIC」で、布袋の「BATTLE WITHOUT HONOR OR HUMANITY」とRSの「FUNKASTIC」を「マッシュアップ」という手法で組み合わせたもの。今回は米米CLUB（以下米米）の「ア・ブラ・カダ・ブラ」とHOME MADE 家族（以下HMKU）の「アイコトバ」をマッシュアップしたものだが、『BATTLE～』と同様にボーカルおよび演奏は全て新録となっている。
1997年に解散し、2006年4月に復活をした米米の復活第一弾企画として発表され、HMKU vs K2CバージョンのものはHMKUの7月12日発売となるニューシングルに表題曲として、K2C vs HMKUバージョンのものは7月19日発売の米米にとっては9年振りとなるシングル「WELL COME 2」c/wとして収録されている。
2006年の5月から9月までトヨタ・bBのCMソングとして「BATTLE FUNKASTIC」に代わり起用され、バックに流れるBGMがHMKU vs K2CバージョンのものとK2C vs HMKUバージョンの2パターンが作られた。同年10月以降はそれぞれのオリジナル楽曲（K2C「We Are Music!」、HMKU「EVERYBODY NEEDS MUSIC」）が起用された。